# Saint-Gelven

Saint-Gelven este o comună în departamentul  Côtes-d'Armor, Franța. În 1 ianuarie 2018 avea o populație de 324 de locuitori.